# Schloss Dülmen

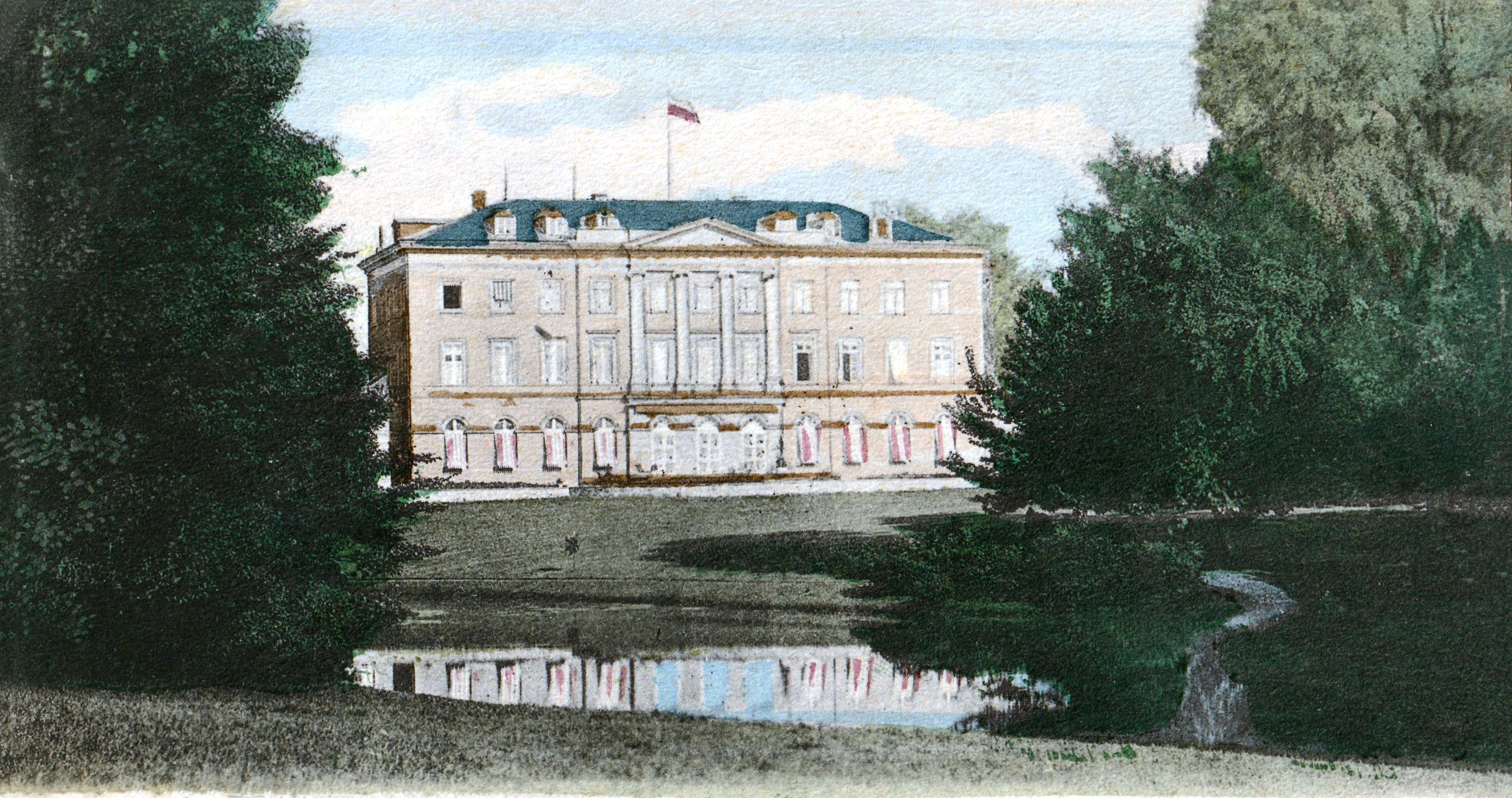
Schloss Dülmen auf einer Postkarte (vor 1908)

Das Schloss Dülmen war von den 1830er Jahren bis 1945 ein Schloss in der Stadt Dülmen. Es diente dem Herzog von Croÿ als Residenz und Wohnsitz. Nach Zerstörungen im Zweiten Weltkrieg und weiterem Abriss sind in heutiger Zeit nur Teile des Schlossgartens noch erhalten.

## Geschichte

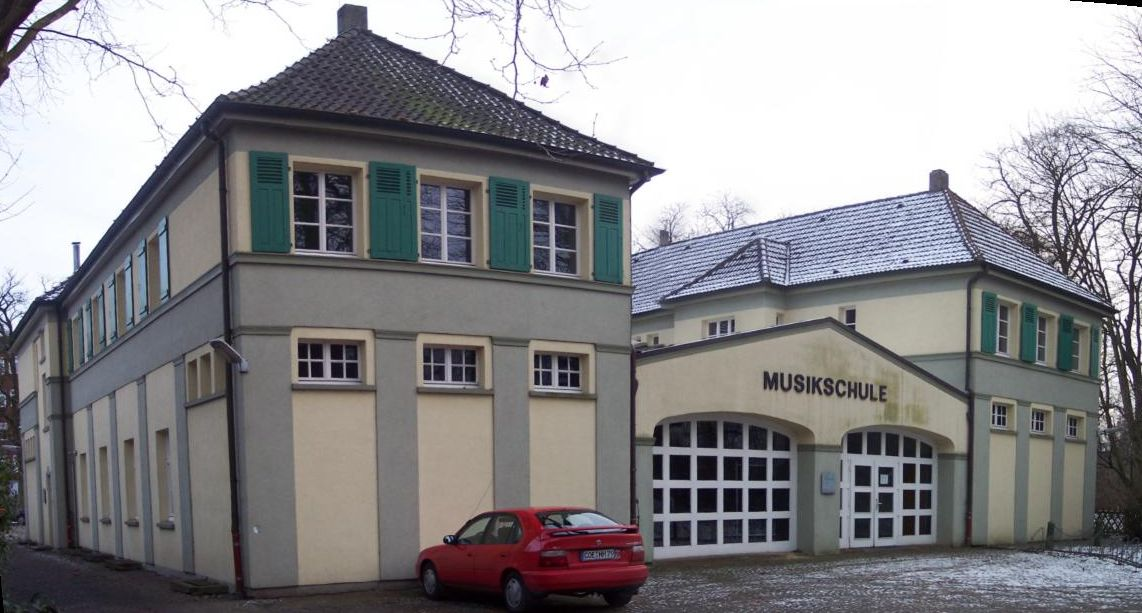
Remise des Schlosses (bis 2006 erhalten)

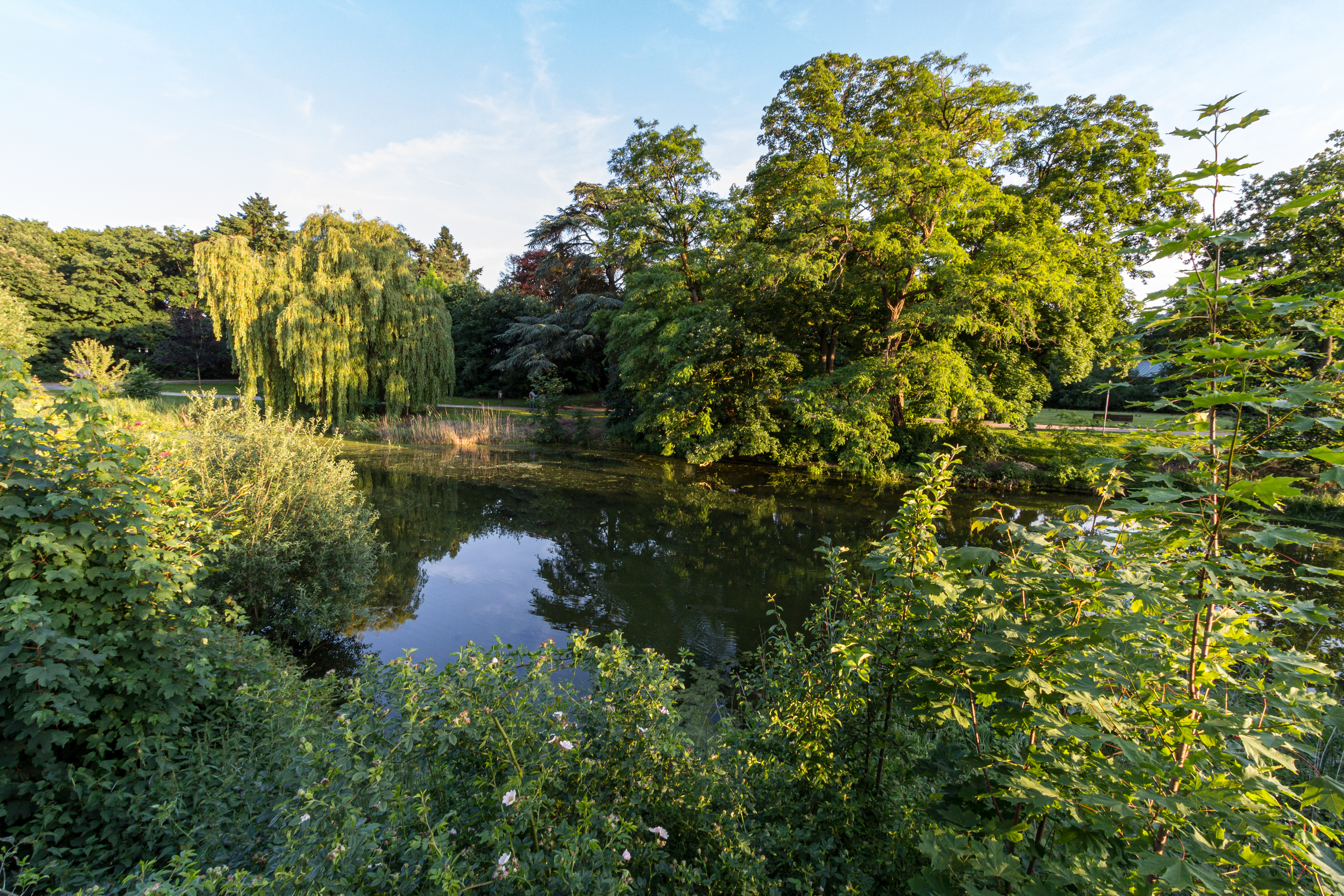
Schlosspark

Das Schloss befand sich an der Stelle, an der heute die Halterner Straße in die Dülmener Innenstadt führt.
Anfangs residierten die Herzöge in diversen Bürgerhäusern, bis sie die Dolhofensche Besitzung in der Burgstraße erwarben. Das Gebiet wurde über die mittelalterliche Stadtgrenze hinaus erweitert. Der Bau des Schlosses im Empirestil begann 1834, Herzog Alfred von Croÿ legte dazu den Grundstein. Die ersten Entwürfe gingen auf einen Neffen zurück, die endgültige Gestaltung der klassizistischen Fassade oblag jedoch dem Mailänder Architekten Brey. Mit der Fertigstellung 1844 erfolgten auch die Planungen für die Gestaltung des Schlossgartens mit Kesselhaus und gläsernen Gewächshäusern durch den Schinkel-Schüler August Stüler. 1861 wurde der Schlossgarten zu einem Landschaftsgarten umgestaltet. Am Vorplatz entstand ein monumentaler Bogen. Im Zweiten Weltkrieg wurde das Schloss 1945 zerstört und nicht wieder errichtet.
Einzig die Remise und Teile der Terrasse blieben erhalten. Sie wurden mit dem Bau eines Einkaufsmarktes und eines Parkplatzes im Jahr 2006 abgerissen. Seit 1836 gehörte Haus Merfeld zum herzoglichen Besitz, auf das 1945 der Wohnsitz verlegt wurde, ferner von 1847 bis 2015 Schloss Schweckhausen.
Bis in die heutige Zeit erhalten sind noch Teile des Schlossgartens, der sogenannte „Schlosspark“. Dieser ist über den Vorpark mit dem Dülmener Wildpark verbunden.